# گریم شارپ
گریم شارپ (انگلیسی: Graeme Sharp؛ زادهٔ ۱۶ اکتبر ۱۹۶۰) بازیکن و مربی فوتبال اهل اسکاتلند بود.
از باشگاه‌هایی که در آن بازی کرده‌است می‌توان به باشگاه فوتبال دومبارتون، باشگاه فوتبال اولدهام اتلتیک، و باشگاه فوتبال اورتون اشاره کرد.
وی همچنین در تیم‌های ملی فوتبال زیر ۲۱ سال اسکاتلند و اسکاتلند بازی کرده‌است.